# Hendrik Willem Rumpf
Hendrik Willem Rumpf (1671-1743) holenderski dyplomata.
Jego ojcem był Christiaan Constantijn Rumpf (1636-1706), dyplomata i rezydent w Szwecji. Od 1700 roku Hendrik był tam jednym z jego współpracowników. W 1702 Hendrik był z misją w Anglii, a w 1704 został rezydentem pomocniczym (adjunct-resident) holenderskim w Szwecji, aż do śmierci swego ojca w 1706, gdy został jedynym rezydentem.
Jako rezydent holenderski w Sztokholmie donosił w 1704 roku o kontrabandzie szwedzkich towarów do wroga Holandii, Królestwa Francji.  Od 1723 roku poseł nadzwyczajny Holandii w Szwecji.
Jego żoną była Maria Dorothea Hildebrandt.